# Дания на летних Олимпийских играх 1924
Дания принимала участие в Летних Олимпийских играх 1924 года в Париже (Франция) в шестой раз за свою историю, и завоевала две золотые, пять серебряных и две бронзовые медали. Сборную страны представляли 89 участников, из которых 11 женщин. 
| Дания на олимпийских играх 1924 года в Париже | Дания на олимпийских играх 1924 года в Париже | Дания на олимпийских играх 1924 года в Париже | Дания на олимпийских играх 1924 года в Париже | Дания на олимпийских играх 1924 года в Париже |
| Медали                                        | Спортсмены                                    | Вид спорта                                    | Дисциплина                                    |                                               |
| --------------------------------------------- | --------------------------------------------- | --------------------------------------------- | --------------------------------------------- | --------------------------------------------- |
| 1                                             | Ханс Якоб Нильсен                             | Бокс                                          |                                               |                                               |
| 1                                             | Эллен Осииер                                  | Фехтование                                    |                                               |                                               |
| 2                                             | Frode Kirkebjerg                              | Конный спорт                                  |                                               |                                               |
| 2                                             | Søren Petersen                                | Бокс                                          |                                               |                                               |
| 2                                             | Thyge Petersen                                | Бокс                                          |                                               |                                               |
| 2                                             | Edmund Hansen Villy Hansen                    | Велоспорт                                     | 2000 метров                                   |                                               |
| 2                                             | Knud Degn Christian Nielsen Vilhelm Vett      | Парусный спорт                                |                                               |                                               |
| 3                                             | Grete Heckscher                               | Фехтование                                    |                                               |                                               |
| 3                                             | Niels Hansen Larsen                           | Стрельба                                      | 300 метров                                    |                                               |